# Koglo
Koglo este o localitate din comuna Šmarješke Toplice, Slovenia, cu o populație de 43 de locuitori.

## Istoric
Localitatea a fost creată ca o așezare separată în 1996, când teritoriul său a fost separat din punct de vedere administrativ de satele Radovlja, Sela pri Zburah și Žaloviče.

## Biserică
Biserica locală este dedicată Sfântului Leonard și aparține Parohiei Šmarjeta. Este o biserică medievală care a fost restabilită în baroc în secolul al XVII-lea, dar își păstrează o serie de caracteristici gotice originale.